# Осада Хихона
Оса́да Хихо́на (исп. Sitio de Gijón) — эпизод Испанской Гражданской войны, в ходе которого отряды анархистов, формально выступавших на стороне республиканцев, осадили казармы Simancas в Хихоне. Их защищал небольшой гарнизон из 180 солдат и офицеров жандармерии, поддержавших мятеж генерала Франко. Сражение выделялось упорством осаждённых, державших оборону почти месяц, с 19 июля по 16 августа 1936 года.

## Предпосылки
Начавшееся в июле 1936 года восстание националистов в Астурии особых результатов не достигло. Руководство провинцией осуществлял Совет, состоявший из рабочих, шахтёров и чиновников, враждебно относившихся к Франко и его сторонникам. Количество членов рабочих профсоюзов Национальной Конфедерации Труда и Всеобщего союза трудящихся достигало 70 тысяч, что составляло основу для дисциплинированного и бесстрашного ополчения.
В таких условиях военный губернатор Хихона, полковник Пиниллья не осмелился объявлять свою лояльность Франко. Так или иначе, но ему не поверили и казармы были окружены и отрезаны на многие мили от союзной армии генерала Молы. Единственной надеждой осаждённых был крейсер «Альмиранте Сервера», находившийся в тот момент в относительной близости от города.

## Осада

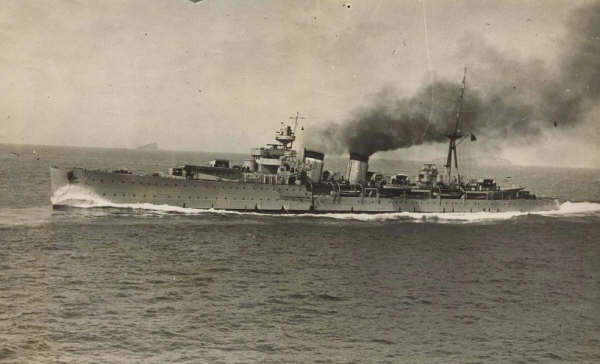
Крейсер «Альмиранте Сервера» помощи осаждённым не оказал

Битва за Хихонские казармы была отмечена несгибаемым сопротивлением гарнизона и… острым дефицитом оружия и боеприпасов (кроме динамита) атаковавших. Присутствие в своём тылу такого очага мешало республиканцам сконцентрировать свои силы при осаде Овьедо, и поэтому, их атаки были непрерывны и безжалостны.
Очень скоро запасы воды иссякли, и защитники стали страдать от жажды. Пиниллья отказывался сдаться, полагаясь на нацистскую пропаганду, и веря, что помощь скоро придет. Как и в другом подобном случае, при осаде толедского алька́сара, анархисты, захватив в заложники сына Пинилльи, угрожали убить его, если сопротивление не прекратится. И также как и Хосе́ Москардо́ Итуа́рте полковник был непоколебим.
В середине августа шахтёры штурмовали казармы, используя при этом динамитные шашки. Здание охватил пожар. Сопротивление националистов было сломлено. Перед тем, как сдаться, Пиниллья передал по радио сообщение на «Альмиранте Сервера», требуя открыть огонь по своей позиции. Крейсер, опасаясь провокации со стороны республиканцев, огонь по своим не открыл. Казармы пали. Защитники расстреляны.